# Adolf Koch (Pädagoge)
Adolf Karl Hubert Koch (* 9. April 1897 in Berlin; † 2. Juli 1970) war ein deutscher Pädagoge und Sportlehrer. Er war der Begründer einer nach ihm benannten gymnastischen Bewegung und Vorreiter der Freikörperkultur.

## Schulzeit und Militärdienst im Ersten Weltkrieg
Adolfs Vater Karl Koch, gelernter Tischler, war Feuerwehrmann. Adolf hatte eine anderthalb Jahre jüngere Schwester. Die Familie war evangelisch. Adolf Koch wuchs im heutigen Kreuzberg auf. Nach seiner Einschulung im Jahr 1902 besuchte er ab 1903 die Volksschule, die er 1911 abschloss. Nach Beendigung der Volksschule trat Koch in die Präparandenanstalt von Kyritz. Diese Lehrerausbildung brach er 1914 ab und meldete sich als Kriegsfreiwilliger. Im Kriegseinsatz sah er die Chance, den Zwängen und der strengen Ordnung der internatsähnlichen Anstalt zu entkommen. Koch wurde als Sanitätssoldat (Pfleger) eingesetzt. Für seine Dienste wurde er gut beurteilt und mit einer recht hohen Auszeichnung dekoriert.

## Ausbildung zum Lehrer, Studium der Pädagogik und Medizin
Nach Kriegsende kehrte er nach Berlin zurück und nahm im Frühjahr 1919 die Lehrerausbildung wieder auf, die er im Herbst 1920 mit dem ersten Staatsexamen abschloss. Neben dieser Ausbildung zum Volksschullehrer begann er ein Studium der Pädagogik und Medizin an der Königlichen Friedrich-Wilhelms-Universität. Schwerpunkt seines Studiums war das Thema »Hygiene«, er belegte zudem u. a. Vorlesungen über die „Physiologie der Frau“ bei Fritz Albert Lipmann (Nobelpreis 1953), der bis 1931 in Berlin lehrte und auf die Koch bei späteren Vorträgen immer wieder zurückkam.
Bis 1919 hatte Koch mit der Freikörperkultur noch keinen Kontakt. Erst mit dem Thema Hygiene fing er an, sich auch für den Naturismus zu interessieren. Er las FKK-Magazine wie Die Schönheit und besuchte Cabarets mit Nackttanz. Hier war Koch besonders von der Ausdrucksstärke und Eleganz des Tänzers Della de Waal fasziniert.
Direkt nach seiner Lehrerausbildung (September 1920) ging Adolf Koch in den Schuldienst und wurde Klassenlehrer der 4. Mädchenklasse einer Volksschule in Berlin-Kreuzberg. Er versuchte, seine reformerischen Vorstellungen von einer „neuen Erziehung“ zu verwirklichen und war bis 1923 im Bund Entschiedener Schulreformer aktiv. Dazu gehörte, das Verhältnis von Geist und Körper auf eine neue Grundlage zu stellen. Der Sportunterricht wurde seiner Meinung nach vernachlässigt, indem er sich auf monotone Turnübungen beschränkte. Koch förderte aus gesundheitlichen Gründen die damals noch nicht selbstverständliche tägliche Körperreinigung und Zahnhygiene.

## Entwicklung der Koch-Gymnastik
1921 begann er zudem eine Gymnastikausbildung an Anna Müller-Herrmanns „Schule für Körpererziehung und Bewegungsbildung“ in Berlin-Charlottenburg. Zu dieser Zeit kam gerade der Ausdruckstanz in Mode, der darauf abzielt, Gefühle und Stimmungen in Bewegungen darzustellen. Hinzu kam die Auseinandersetzung Kochs mit den teilweise recht unterschiedlichen Gymnastik-Methoden von Bess Mensendieck, Rudolf Bode, Emil Jaques-Dalcroze, Dora Menzler und der anthroposophischen Loheland-Gymnastik. Koch tendierte zu den Übungen nach Dora Menzler, die nach seiner Einschätzung die Vorzüge der unterschiedlichen gymnastischen Systeme vereinten. Eine erfolgreiche Körpererziehung erforderte für ihn, dass die Übungen nackt ausgeführt wurden. Anna Müller-Herrmann und auch Dora Menzler waren von dieser Idee begeistert.
Kochs Ziel war nun die Entwicklung einer modernen allgemeinen Körper- und Haltungsschule, mit freier tänzerischer Gymnastik nach Mary Wigman. Bestärkt insbesondere von Müller-Herrmann, entwickelte Koch auch Übungen speziell für Kinder. Die Freude an der Bewegung, der Spieltrieb und das phantasievolle Vorstellungsvermögen der kleineren Kinder flossen dabei mit ein. Für die älteren Kinder entwickelte er Arbeitsübungen, die unter anderem auf Schwer- und Schwungkraft beruhten.
Koch war es wichtig, dass Jungen und Mädchen gemeinsam übten, denn die Kinder sollten auch Respekt vor dem Körper des anderen Geschlechts erlernen und erfahren, dass Nacktheit an sich nichts Sexuelles ist. 1923 beendete Koch seine Gymnastiklehrerausbildung. An der Kreuzberger Schule konnte er die von ihm entwickelte Gymnastik nicht einführen; lediglich wurde bei Klassenausflügen gelegentlich in abgelegenen Seen nackt gebadet.
Am Ende des Schuljahres 1920/21 musste Adolf Koch diese Schule verlassen. Unter dem Vorwurf, er habe  ein Mädchen unzüchtig am Bauch berührt, wurde er versetzt. Der medizinisch vorgebildete Koch bestritt die Berührung nicht, sprach jedoch von einer ärztlichen Untersuchung. Tatsächlich wurde das Mädchen mit Verdacht auf eine Blinddarmentzündung ins Krankenhaus gebracht. Adolf Koch wurde trotzdem versetzt und kam an eine Schule im Berliner Osten mit teilweise schwer erziehbaren Kindern.

## Erste Anwendung seiner Methode
Durch diese Versetzung kam Koch erstmals in Kontakt mit der in Berlin seit kurz nach 1900 bestehenden FKK-Bewegung. Einige der Eltern hatten sich zu einem „Freundschaftskreis“ zusammengefunden, um in der Freizeit etwas für ihren Körper zu tun, eine Satzung gab es nicht. Die Kinder bildeten die Gruppe Jugendgilde Sonnenland. Adolf Koch bekam nun die Möglichkeit, seine Gymnastik in diese Vereinigung einzubringen. Eltern und Kinder versammelten sich jeden Samstag im Jugendheim Mariannenufer 1a zur Gymnastik. Hierbei handelte es sich zunächst nur um eine Gruppe 10- bis 13-jähriger Jungen und Mädchen, die im Beisein der Eltern gemeinsam nackt turnten.
Ende 1922 brachte er die gymnastischen Übungen auch in seinen Schulunterricht mit ein, wobei die Kinder zunächst bekleidet waren. Rektor Ruthe bescheinigte Koch, dass er „für den Gymnastikunterricht im besonderen Maße geeignet“ sei. Koch wollte als wesentlichen Bestandteil der von ihm entwickelten Übungen die Nacktheit mit einführen. Da das im regulären Schulbetrieb nicht möglich war, entstand im Juni 1923 eine Initiative mit einigen seiner Schülerinnen und Schüler und ihren Eltern, die Elterngruppen für freie Körperkultur. Als Übungsort dienten Klassenräume und Aula außerhalb der Unterrichtszeiten. Aufgrund des steigenden Interesses reichten diese Räumlichkeiten bald nicht mehr aus.
In diesem Zusammenhang taucht erstmalig der Begriff Freie Körperkultur auf, der später verkürzt auf Freikörperkultur Verwendung findet für alle unbekleideten Freizeitgestaltungen. Koch blieb bis zu seinem Tod überwiegend bei der Bezeichnung Freie Körperkultur.

## Gründung des Instituts für Freikörperkultur
So gründete er sein Institut für Freikörperkultur und 1924 die Körperkulturschule Adolf Koch, mit denen er schließlich dreizehn Gymnastikschulen in Deutschland aufbaute. Zu deren Programm gehörte neben der Gymnastik auch Wechselduschen, Höhensonnenbestrahlung, ärztliche Untersuchungen und Betreuung, Aussprachen zu allen Problemen und weitere Unterrichtsstunden. Der Schulleitung gehörte auch der bekannte Sexualwissenschaftler Magnus Hirschfeld an.
Alte Dokumentationen der Koch-Schulen zeigen Familien, Erwachsene, Kinder und Jugendliche, die nackt durch einen Raum tanzen, springen und hüpfen und dabei nach den Anweisungen Adolf Kochs agierten.
Koch beschrieb den Ablauf so:
„Wenn ich zum Beispiel am Anfang einer Stunde Mädel und Jungen frei laufen lasse, erst hintereinander, dann vorwärts und rückwärts, dann durcheinander, ist das scheinbar wenig sinnvoll, aber für den einzelnen eine spielende Neuorientierung im Raum, mit und an dem Nächsten, ein Wecken des Tastsinnes und durch die Überraschungen, der Wendungen, in einigen Minuten Freude. Ein genauer Ablauf unserer Gymnastik-Stunden läßt sich nicht festlegen, da es keine starren Übungsformen gibt. Spaß und Freude an der Bewegung stehen stets im Mittelpunkt. Selbstverständlich lassen sich diese lockeren Gymnastik-Stunden auch in freier Natur durchführen.“
Für die FKK-Bewegung war es ein bedeutender Schritt. In Berlin bestand nun neben mehreren seit etwa 1900 gegründeten FKK-Vereinen sein Institut in der Friedrichstraße, FKK-Schwimmen und -Gymnastik fanden im Stadtbad Mitte (Gartenstraße) statt. Zudem verfügte er in Selchow über ein stattliches Gelände mit Sport- und Spielplätzen, einem See und Baracken.

## Verbot durch den Nationalsozialismus
Den Erfolgen dieser Schulen gingen harte Kämpfe voran. Mehrere Gerichtsverfahren wurden gegen ihn angestrengt, keines führte zu einer Verurteilung oder zur Schließung von Schulen. Die Prozesse kosteten Zeit und Kraft, machten Koch aber auch bekannt. Härter traf ihn nach 1933 das totale Verbot durch die Nationalsozialisten. Seine Institute wurden geschlossen, auch, weil er sich weigerte, sich von seinen jüdischen Mitarbeitern zu trennen. Seine Schriften standen auf der Liste der „verbotenen und undeutschen Bücher“ und wurden bei der Bücherverbrennung in Berlin öffentlich verbrannt. Koch ließ sich nicht beirren, er arbeitete illegal weiter, gründete nacheinander unter anderem Namen zwei neue Institute und half vielen Juden und anderen NS-Verfolgten. Offiziell war er während des Krieges u. a. als Leiter für Verwundetensport und der Nachbehandlung von Versehrten (Schloss Marquardt bei Berlin) einberufen.

## Nach dem Zweiten Weltkrieg
Nach 1945 begann er sofort wieder mit dem Aufbau eines neuen Institutes, das der Berliner Senat bald als »Freie Schuleinrichtung« anerkannte. An diesem 1946 gegründeten Institut für Körperkultur (Adolf-Koch-Institut) in der Hasenheide in Berlin-Neukölln gab auch Kochs zweite Frau Irmgard (* 26. Juli 1923), die das Institut zusammen mit ihrem Mann leitete, Gymnastikunterricht.
Der Deutsche Verband für Freikörperkultur (DFK), dem Kochs Öffentlichkeitsarbeit zu offensiv war, distanzierte sich von ihm und schloss ihn 1964 aus. Der Verband beugte sich damit während der Adenauer-Ära dem Druck der Öffentlichkeit, die die Werbung für den Naturismus z. T. noch als jugendgefährdend und unsittlich betrachtete. Am 2. Juli 1970 verstarb Adolf Koch.
Ein Schwerpunkt von Irmgard Kochs Arbeit war die Werbung für die FKK-Gymnastik, dafür ist sie auch viel gereist, beispielsweise in die Schweiz und nach Ungarn. Neben den Gymnastikstunden, die sie bis zum Jahre 2003 noch selbst durchführte, hielt sie Vorträge über Gesundheit und Ernährung. 2003 hat Irmgard Koch sich aus dem Vereinsleben zurückgezogen und ist zu ihrer Tochter nach Sanitz (bei Bad Doberan an der Ostsee) gezogen. Dort ist sie am 10. August 2009 gestorben. Aus dem Berliner Institut ging 1951 der bis heute bestehende FKK-Verein „Familien-Sport-Verein Adolf Koch e. V.“ hervor.

## Programmatischer Hintergrund
Koch gehört zu denjenigen Pionieren der Nacktkultur, die für die internationale und  humanistische Strömung der FKK-Bewegung stehen. Diese Bewegung war in ihren Anfängen, einem Modetrend der späten Kaiserzeit folgend, teilweise von fehlinterpretiert darwinistischem Gedankengut geprägt. Koch entstammte hingegen einer sozialistischen, nicht der „völkischen“ Tradition der Freikörperkultur. Mit dem Titel der von ihm herausgegebenen Zeitschrift Wir sind nackt und nennen uns du stand Adolf Koch – in Anlehnung an die Ideale der Aufklärung – als ein Motto-Geber für den tendenziell egalitären Selbstanspruch unbekleideten Gruppenlebens.

## Schriften
- Körperbildung und Nacktkultur. Anklagen und Bekenntnisse (Hrsg.), Leipzig 1924
- Nacktheit, Körperkultur und Erziehung. Ein Gymnastikbuch, Leipzig 1929
- Körperkultur und Erziehung, Berlin 1950.